# 7079 Baghdad
7079 Baghdad (1986 RR) là một thiên thạch xuyên Sao Hỏa được phát hiện vào ngày 05 tháng 09 năm 1986 bởi E. W. Elst và V. Ivanova tại Smolyan.

## Link ngoài
- 7079 Baghdad tại Cơ sở dữ liệu vật thể nhỏ JPL 
  - Tiếp cận Trái Đất · Phát hiện · Lịch thiên văn · Biểu đồ quỹ đạo · Yếu tố quỹ đạo · Tham số vật lý